# Chu Hữu Khuê
Chu Hữu Khuê (tiếng Trung: 朱友珪; bính âm: Zhū Yǒuguī, 888?- 27 tháng 3 năm 913), tiểu tự Diêu Hỉ (遙喜) là một vị hoàng đế có thời gian trị vì ngắn ngủi của triều Hậu Lương thời Ngũ Đại Thập Quốc trong lịch sử Trung Quốc. Ông trở thành hoàng đế sau khi hành thích phụ hoàng- Hậu Lương Thái Tổ (Chu Toàn Trung). Vài tháng sau, đối mặt với cuộc nổi dậy của hoàng đệ- Quân vương Chu Hữu Trinh và Thị vệ thân quân đô chỉ huy sứ Viên Tượng Tiên, ông quyết định tự sát.

## Thân thế
Chu Hữu Khuê là tam tử của Chu Toàn Trung, đại huynh Chu Hữu Dụ (朱友裕) dị mẫu, còn nhị huynh Chu Hữu Văn (朱友文) thì là nghĩa tử của cha. Khi ông sinh ra, cha ông đang là Tuyên Vũ tiết độ sứ. Vào những năm Quang Khải (885-888) thời Đường Hy Tông, Chu Toàn Trung xuất quân, đi qua Bạc châu triệu mẹ của Chu Hữu Khuê (là doanh kĩ) đến hầu. Sau một tháng, khi Chu Toàn Trung chuẩn bị dời đi, bà thông báo rằng mình mang thai. Khi đó, Chu Toàn Trung tôn trọng, sủng ái và lo sợ chính thất Trương thị, vì vậy Chu Toàn Trung không mang người doanh kĩ đến Biện châu (trị sở của Tuyên Vũ) mà cho ở tại một phủ đệ ở Bạc châu. Sau đó, khi sinh được con trai, bà sai người đến báo tin cho Chu Toàn Trung. Chu Toàn Trung rất vui mừng, toại danh "Diêu Hỉ" cho đứa trẻ. (Ghi chép về Chu Toàn Trung trong Cựu Ngũ Đại sử chỉ đề cập đến một chiến dịch mà người này phải đi qua Bạc châu, diễn ra vào cuối năm 887; Tứ tử của Chu Toàn Trung là Chu Hữu Trinh do Trương thị sinh ra, có sinh nhật là 20 tháng 10 năm 888.) Chu Toàn Trung sau đó đón Chu Hữu Khuê đến Biện châu, không rõ mẹ ông có đi cùng với ông không.

## Thời phụ hoàng trị vì
Năm 907, Chu Toàn Trung buộc Đường Ai Đế phải thiện nhượng cho mình, kết thúc triều Đường và mở ra triều Hậu Lương, Chu Toàn Trung nay trở thành Hậu Lương Thái Tổ. Hậu Lương Thái Tổ phong vương cho đại huynh Chu Toàn Dục (朱全昱) cũng như các hoàng tử của mình vào ngày Ất Dậu (9) tháng 5 (22 tháng 6), Chu Hữu Khuê được phong là Dĩnh vương. (Do Chu Hữu Dục qua đời từ trước đó, Chu Hữu Khuê nay là người con đẻ lớn tuổi nhất của Hoàng đế.) Năm 910, Hậu Lương Thái Tổ bổ nhiệm Dĩnh vương là Tả hữu Khống Hạc đô chỉ huy sứ, kiểm hiệu tư đồ, kiêm quản tứ phiên tướng quân. Năm 911, Chu Hữu Khuê đảm nhậm chức Chư quân đô ngu hậu.
Trong khi đó, theo mô tả thì sau khi Trương thị qua đời, Hậu Lương Thái Tổ ngày càng trở nên dâm loạn, và khi các hoàng tử đi xa để làm nhiệm vụ quân sự, Hậu Lương Thái Tổ liền triệu các con dâu vào cung để thị tẩm (hầu ngủ). Thê của Chu Hữu Văn là Vương thị được mô tả là đặc biệt xinh đẹp, được Hậu Lương Thái Tổ sủng ái, điều này góp phần khiến cho Hậu Lương Thái Tổ ngày càng tin tưởng Chu Hữu Văn- khi đó đang trấn thủ đông đô Đại Lương (tức Biện châu), dự định cho Chu Hữu Văn kế vị. Chu Hữu Khuê đặc biệt ghen tị với sự yêu mến mà phụ hoàng thể hiện với Chu Hữu Văn. Ông cũng hết ảo tưởng với phụ hoàng sau khi bị phụ hoàng phạt đánh công khai trong một dịp sau khi ông phạm một số lỗi.
Vào mùa hè năm 912, trở về Lạc Dương sau khi thân chinh kình địch Tấn, Hậu Lương Thái Tổ lâm bệnh nặng, Thái Tổ khiển Vương thị đến Đại Lương để triệu Chu Hữu Văn hồi kinh, có ý giao lại hoàng vị cho nghĩa tử này. Thê của Chu Hữu Khuê là Trương thị cũng có mặt trong cung và biết được chuyện này, bà mật báo cho Chu Hữu Khuê: "Đại gia đem 'truyền quốc bảo' giao cho Vương thị mang đến Đông đô. Ta sớm chết chắc rồi!" Hơn nữa, vào ngày 1 tháng 6 (17 tháng 7), Hậu Lương Thái Tổ cũng sai đại phu Kính Tường (敬翔) ban chỉ bổ nhiệm Chu Hữu Khuê là Lai châu thứ sử, lệnh cho ông đi nhậm chức ngay lập tức. Điều này khiến Chu Hữu Khuê nghĩ rằng mình sau đó sẽ có lệnh giết chết ông, theo như truyền thống khi đó là lưu đày một quan lại trước khi xử tử.
Vào ngày Mậu Dần hôm sau, tức 18 tháng 7, Chu Hữu Khuê bí mật gặp Thị vệ chư quân sứ Hàn Kình (韓勍), người này cũng lo sợ trước việc Hậu Lương Thái Tổ thường xuyên cho hành quyết các quan lại và tướng lĩnh cao cấp, và do đó chấp thuận cùng lập mưu với Chu Hữu Khuê. Đêm hôm đó, họ đem quân tiến vào hoàng cung, giết các quan coi giữ và tiến vào hành thích Hậu Lương Thái Tổ. Bọn nội thị hoảng sợ chuồn mất, Thái Tổ nghe thấy có tiếng động, thất kinh, gượng dậy mà hỏi
Kẻ làm phản là ai?
Nghịch tử đáp
Không phải người nào khác.
Thái Tổ tức giận nói
Trước kia ta đã nghi mày làm phản, chỉ hận không sớm giết đi. Nay mày làm việc bội nghịch như thế, trời đất còn có thể dung túng sao?.
Khuê mắng
Lão tặc đáng phải băm vằm thành vạn mảnh.
Rồi sai bộc phu là Phùng Đình Ngạc (馮廷諤) đâm vào bụng Thái Tổ cho đến chết rồi vùi xác Thái Tổ trong điện, giấu việc không phát tang. Lại sai cung phụng quan Đinh Chiêu Phổ (丁昭溥) đem chiếu chỉ giả đến Đông đô, lệnh cho Chu Hữu Trinh giết Chu Hữu Văn, Chu Hữu Trinh làm theo thánh chỉ. Sau đó, Chu Hữu Khuê giả mạo chiếu chỉ đổ tội cho Hữu Văn, rồi tức hoàng đế vị.

## Trị vì
Một thời gian ngắn sau khi ông tức vị, tướng Dương Sư Hậu (楊師厚) trong lúc trấn thủ Ngụy châu đề đề phòng Tấn xâm nhập, liền dùng cơ hội này để đoạt lấy Thiên Hùng, Chu Hữu Khuê không dám thách thức Dương Sư Hậu và đành phải bổ nhiệm Dương Sư Hậu là Thiên Hùng tiết độ sứ, chuyển Thiên Hùng tiết độ sứ La Chu Hàn (羅周翰) đến Tuyên Nghĩa. Sau đó, Chu Hữu Khuê triệu Dương Sư Hậu đến gặp, cố gắng khiến Dương Sư Hậu ủng hộ mình (do Dương Sư Hậu được binh sĩ Hậu Lương tôn trọng), sau đó ông cho Dương Sư Hậu trở về Thiên Hùng.
Mặc dù Chu Hữu Khuê đổ cho Chu Hữu Văn hành thích Hậu Lương Thái Tổ, song vẫn xuất hiện tin đồn lan truyền nhanh chóng rằng Chu Hữu Khuê mới là người phải chịu trách nhiệm cho việc này, nhiều tướng lĩnh cao cấp vì thế trở nên xa lánh ông, bất chấp việc ông nỗ lực ban thưởng để yên lòng họ. Hộ Quốc tiết độ sứ Chu Hữu Khiêm (朱友謙) đặc biệt lớn tiếng, và khi bị Chu Hữu Khuê triệu đến Lạc Dương, Chu Hữu Khiêm từ chối. Do đó, ngày Đinh Mùi (3) tháng 9 (15 tháng 10), Chu Hữu Khuê tuyên bố thảo phạt Chu Hữu Khiêm, bổ nhiệm Cảm Hóa tiết độ sứ Khang Hoài Trinh (康懷貞) làm Hà Trung chiêu thảo sứ, Hàn Kình là phó. Sau đó, Chu Hữu Khiêm quay sang quy phục Tấn vương Lý Tồn Úc và cầu viện Tấn. Khang Hoài Trinh nhanh chóng tiến đến bao vây thành Hà Trung, song Lý Tồn Úc sau đó tiến đến và đẩy lui quân Hậu Lương.
Vào đầu năm 913, Chu Hữu Khuê ban chức kiểm hiệu thái phó cho Nam Hải vương Lưu Nham ở Quảng Châu.
Mặc dù mất đi Hộ Quốc, song theo ghi chép thì Chu Hữu Khuê lại trở nên ngạo mạn và dâm loạn, khiến các tướng lĩnh và quan lại tiếp tục xa lánh ông. Chu Hữu Trinh bắt đầu lập mưu với Phò mã đô úy Triệu Nham và Tả long hổ tướng quân-Thị vệ thân quân đô chỉ huy sứ Viên Tượng Tiên, Chu Hữu Trinh cũng phái sứ giả đến Ngụy châu và thuyết phục Dương Sư Hậu ủng hộ mình, Dương Sư Hậu chấp thuận. Ngày Canh Dần (17) tháng 2 (27 tháng 3 năm 913), Thị vệ thân quân đô chỉ huy sứ Viên Tượng Tiên suất vài nghìn cấm binh đột nhập vào cung. Chu Hữu Khuê, Trương hoàng hậu và Phùng Đình Ngạc cố gắng chạy trốn khỏi hoàng cung, song khi họ nhận thấy rằng không còn đường thoát, Chu Hữu Khuê lệnh cho Phùng Đình Ngạc giết Trương hoàng hậu rồi giết mình, Chu Hữu Khuê tự cắt cổ chết. Viên Tượng Viên và Triệu Nham sau đó đề nghị trao hoàng vị cho Chu Hữu Trinh, Chu Hữu Trinh chấp thuận. Chu Hữu Trinh phế Chu Hữu Khuê thành thứ nhân.